# Вакон
Издателство „Вакон“ е българско частно издателство, основано през 2006 година. Най-известно е с поредицата си „Пътешествия и приключения“, която е уникална за българския пазар. Първата книга на издателството е именно в тази поредица. Това е двутомното издание „Да прекосиш Африка: 14 000 километра по стъпките на първите хора“ с автори Соня Пусен и Александър Пусен.
Мотото на издателството е „За да опознаеш себе си, опознай света около теб!“.
„Вакон“ е член на Асоциация „Българска книга“.

## Поредици
Издателство „Вакон“ издава следните поредици.

### Пътешествия и приключения
„Пътешествия и приключения“ е най-голямата поредица на издателството, която нараства непрекъснато. В нея присъстват пътеписи на известни писатели пътешественици и автобиографии на авантюристи и екстремни атлети.
Поредицата включва следните заглавия:
- 2006 – „Да прекосиш Африка: 14 000 километра по стъпките на първите хора“, том 1 от Соня Пусен и Александър Пусен
- 2006 – „Да прекосиш Африка: 14 000 километра по стъпките на първите хора“, том 2 от Соня Пусен и Александър Пусен
- 2006 – „Саваните на Кения“ от Джон Хънтър – 2006 година
- 2007 – „Пътешествие по екватора“ от Майк Хорн
- 2007 – „Стълбовете на Херкулес“, том 1 от Пол Теру
- 2008 – „Стълбовете на Херкулес“, том 2 от Пол Теру
- 2008 – „Човекоядците от Кумаон“ от Джим Корбет
- 2010 – „Древният път на чая“ от Джеф Фучс
- 2010 – „Дългият път през Америка“ от Филип Жак
- 2011 – „Сенки по пътя на коприната“ от Колин Таброн
- 2011 – „На изток към Индия“ от Владимир Харизанов
- 2011 – „Покорителят на невъзможното“ от Майк Хорн
- 2012 – „Родени да тичат през каньоните на Мексико“ от Кристофър Макдугъл
- 2012 – „Кал, пот и сълзи“ от Беър Грилс
- 2012 – „Да прекосиш Хималаите“ от Александър Пусен и Силвен Тесон
- 2012 – „Към една планина в Тибет“ от Колин Таброн
- 2012 – „Пътешествие под звездите“ от Филип Жак
- 2013 – „Изчезващите дестинации“ от Кимбърли Лисагор и Хедър Хенсън
- 2013 – „Част от прайда“ от Кевин Ричърдсън
- 2013 – „Яж и тичай“ от Скот Юрек
- 2013 – „По поречието на Амазонка“ от Ед Стафърд
- 2013 – „Погребани в небесата“ от Питър Зукерман и Аманда Падоан
- 2013 – „Три дъщери на Тибет“ от Йънгзом Брауен
- 2013 – „В Сибир“ от Колин Таброн
- 2014 – „Речни чудовища“ от Джереми Уейд
- 2014 – „Моето приключение в дивото“ от Черил Стрейд
- 2014 – „Стени“ от Марчело Ди Чинтио
- 2014 – „Забравените пътища“ от Филип Лхамсурен
- 2014 – „Под юртите на Монголия“ от Марк Ало
- 2014 – „Тичай или умри“ от Килиан Жорнет
- 2014 – „Огледалото на Дамаск“ от Колин Таброн
- 2014 – „Експедиция Recycle“ от Вячеслав Стоянов
- 2015 – „С призрачния влак през Ориента“ от Пол Теру
- 2015 – „Между нирвана и самсара“ от Атанас Куцев
- 2015 – „Там, където загинаха дърветата“ от Светослав Иванов
- 2015 – „Студ“ от Сър Ранулф Файнс
- 2015 – „Да бягаш с кенийците“ от Адхарананд Фин
- 2015 – „Родени герой“ от Кристофър Макдугъл
- 2015 – „127 часа между живота и скалите“ от Арън Ралстън
- 2015 – „Зовът на далечния север“ от Ким Хафез
- 2016 – „Свободата да бъда там, където искам“ от Райнхолд Меснер
- 2016 – „Серенгети не трябва да загине“ от Бернхард Гжимек и Михаел Гжимек – двамата заснемат и получилия „Оскар“ едноименен документален филм
- 2016 – „Йерусалим“ от Колин Таброн
- 2016 – „С каяк около Мадагаскар“ от Риан Мансер
- 2016 – „Монасите маратонци от планината Хией в Япония“ от Джон Стивънс
- 2016 – „Българските върхове“ от Санди Бешев и Дойчин Боянов
- 2016 – „Африкански бележник“ от Валери Петров
- 2016 – „Садху и дяволската стена“ от Илия Троянов
- 2017 – „Първите седем“ от Боян Петров
- 2017 – „Лъвицата Елза“ от Джой Адъмсън
- 2017 – „Ултрамаратонецът“ от Дийн Карназис
- 2017 – „Омъжена за Бутан“ от Линда Лийминг

Издателството има и поредица, насочена към дамите, която отново е свързана с пътешествия и приключения.
- „Любовта ми Африка“ от Дафни Шелдрик
- „Всички цветя на Шанхай“ от Дънкан Йепсън
- „Огънят на пустинята“ от Карен Винтер

### Документалистика
В тази поредица на „Вакон“ попадат биографии и документални книги, свързани с важни личности или събития.
- „Първият човек: Животът на Нийл Армстронг“ от Джеймс Хенсън
- „Истински характер“ от Беър Грилс
- „НЛО дневници“ от Мартин Плауман
- „Любовта на великите мъже“ от Михаил Дубински
- „Ебола“ от Дейвид Куомън
- „Светът според Кларксън“ от Джереми Кларксън
- „Пазители на наследството“ от Робърт Едсъл и Брет Уитър – по книгата е заснет и едноименен филм с оригинално заглавие The Monuments Men
- „Покорителят на небесата: животът ми като свободен полет“ от Феликс Баумгартнер
- „Clandestino: в търсене на Ману Чао“ от Питър Кълшоу
- „Изгубени в ШАНГРИ-ЛА“ от Мичел Зукоф
- „Абажурът: детективска история за Холокоста от „Бухенвалд“ до Ню Орлиънс“ от Марк Джейкъбсън
- „Мъдростта на Стив Джобс за бизнеса: 250 цитата на новатора, който промени света“ от Алън Кен Томас
- „УикиЛийкс: Войната на Джулиан Асандж срещу секретността“ от Дейвид Лий и Люк Хардинг
- „Ереван“ от Жилбер Синуе
- „Кастро Неверният“ от Серж Рафи
- „Сент-Екзюпери. Последната тайна“ от Жак Прадел и Люк Ванрел
- „Магьосникът от Нил: По следите на най-търсения човек в Африка“ от Матю Грийн
- „Да оцелееш сред вълци“ от Миша Дефонсека

### Книги, които вдъхновяват
- 2014 г. – „Кривата на щастието: за спорта, вселената и всичко останало“ от българския спортен журналист Иво Иванов
- 2015 г. – „Живот без ограничения“ от Ник Вуйчич
- 2016 г. – „Отвъд играта“ от Иво Иванов

### Романи
- „Случаят с изчезналата прислужница“ от Таркуин Хол
- „Мъглата на забравата“ от Бианка Минте-Кьоних
- „Ачупая“ и „Последна спирка Барселона“ от Валдана Мора

### Фентъзи
- „Жрицата в бяло“ и „Последната от Необузданите“ от Труди Канаван
- „Ейбрахам Линкълн: Ловецът на вампири“ от Сет Греъм-Смит
- „Гордост и предразсъдъци и зомбита“ от Джейн Остин и Сет Греъм-Смит

### Следите
- „Убийства по списък“ от Малкълм Роуз
- „Изгубеният куршум“ от Малкълм Роуз

### Готини момичета – Готини книги
- „Рецепта за щастливо влюбване“ от Сабине Бот
- „Снежинки, Целувки & Светлина от свещи“ – авторски колектив
- „Любов ли...? Пълна лудост!“ от Бианка Минте-Кьоних
- „Училище, балет & Целувката на спящата красавица!“ от Сиси Флегел
- „Не прекалявай с целувките!“ от Бринкс/Кьомерлих
- „Любов, разочарование & шоколадови сърчица!“ от Ирене Цимерман
- „Любов, Гипс & Маргаритки!“ от Ирене Цимерман
- „Супер звезди & Любовна мъка!“ от Бианка Минте-Кьоних
- „SMS & Любовен стрес!“ от Бианка Минте-Кьоних

### Наръчници
- „Наръчник за живота на открито" – Лаклън Маклейн
- „Наръчник за дома" – Сара Бейкър
- „Постигни невъзможното" – Ерик Ортън
- „Екстремна храна" – Беър Грилс
- „Наръчник за оцеляване в живота" – Беър Грилс
- „Оцеляване в дивата природа" – Беър Грилс
- „Happy: тайни към щастието от културите по света“ – Lonely Planet
- „Улична храна" – Lonely Planet
- „Сексът: ръководство за употреба“ от Фелиша Зопол
- „Бебето: ръководство за употреба“ от д-р Луис Боргенихт и д-р Джо Боргенихт
- „Бременната жена: ръководство за употреба“ от Сара Джордан и д-р Дейвид Уфбърг
- „Малкото дете: ръководство за употреба“ от д-р Брет Р. Куун и д-р Джо Боргенихт
- „Булката: ръководство за употреба“ от Кери Дени
- „Младоженците: ръководство за употреба“ от Керълайн Тайгър